# Artículos del Annus mirabilis de Einstein

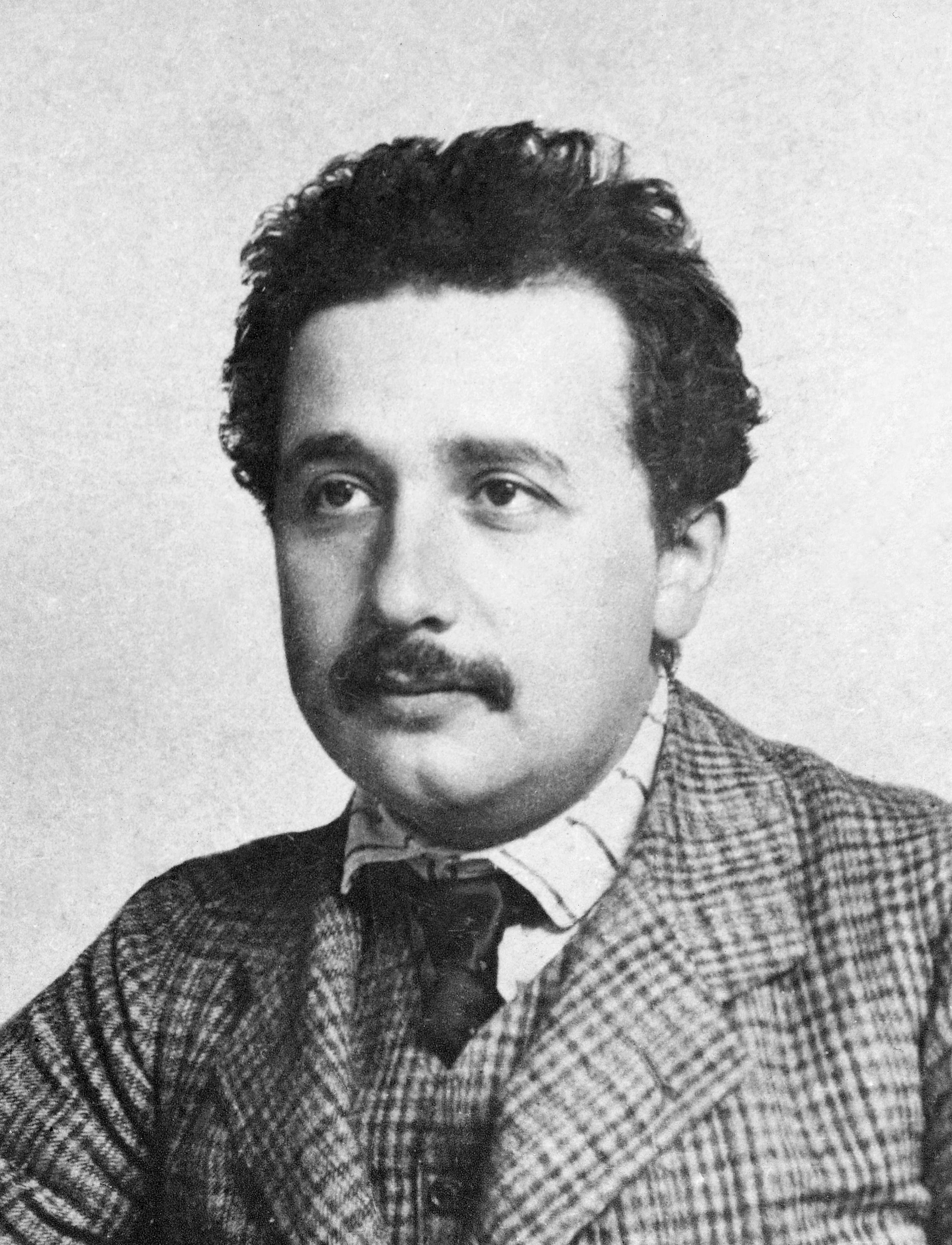
Einstein en 1904 o 1905, cuando escribió los artículos del annus mirabilis

Los artículos del annus mirabilis (del latín annus mīrābilis, "año milagroso") son los cuatro artículos que Albert Einstein publicó en Annalen der Physik (Annals of Physics), una revista científica, en 1905. Estos cuatro artículos fueron importantes contribuciones a la fundación de la física moderna, revolucionando la comprensión científica de los conceptos fundamentales de espacio, tiempo, masa y energía . Debido a que Einstein publicó estos artículos notables en un solo año, 1905 se llama su annus mirabilis (año milagroso en español o Wunderjahr en alemán).
El primer artículo explicaba el efecto fotoeléctrico, único descubrimiento específico mencionado en la mención que otorgaba a Einstein el Premio Nobel de Física. El segundo artículo explicaba el movimiento browniano, que llevó a los físicos más reticentes a aceptar la existencia de los átomos . El tercer artículo introdujo la teoría de la relatividad especial de Einstein. El cuarto, consecuencia de la teoría de la relatividad especial, desarrolló el principio de equivalencia masa-energía, expresado en la famosa ecuación {\displaystyle E=mc^{2}} y que llevó al descubrimiento y uso de la energía atómica . Estos cuatro artículos, junto con la mecánica cuántica y la posterior teoría de la relatividad general de Einstein, son la base de la física moderna.

## Antecedentes

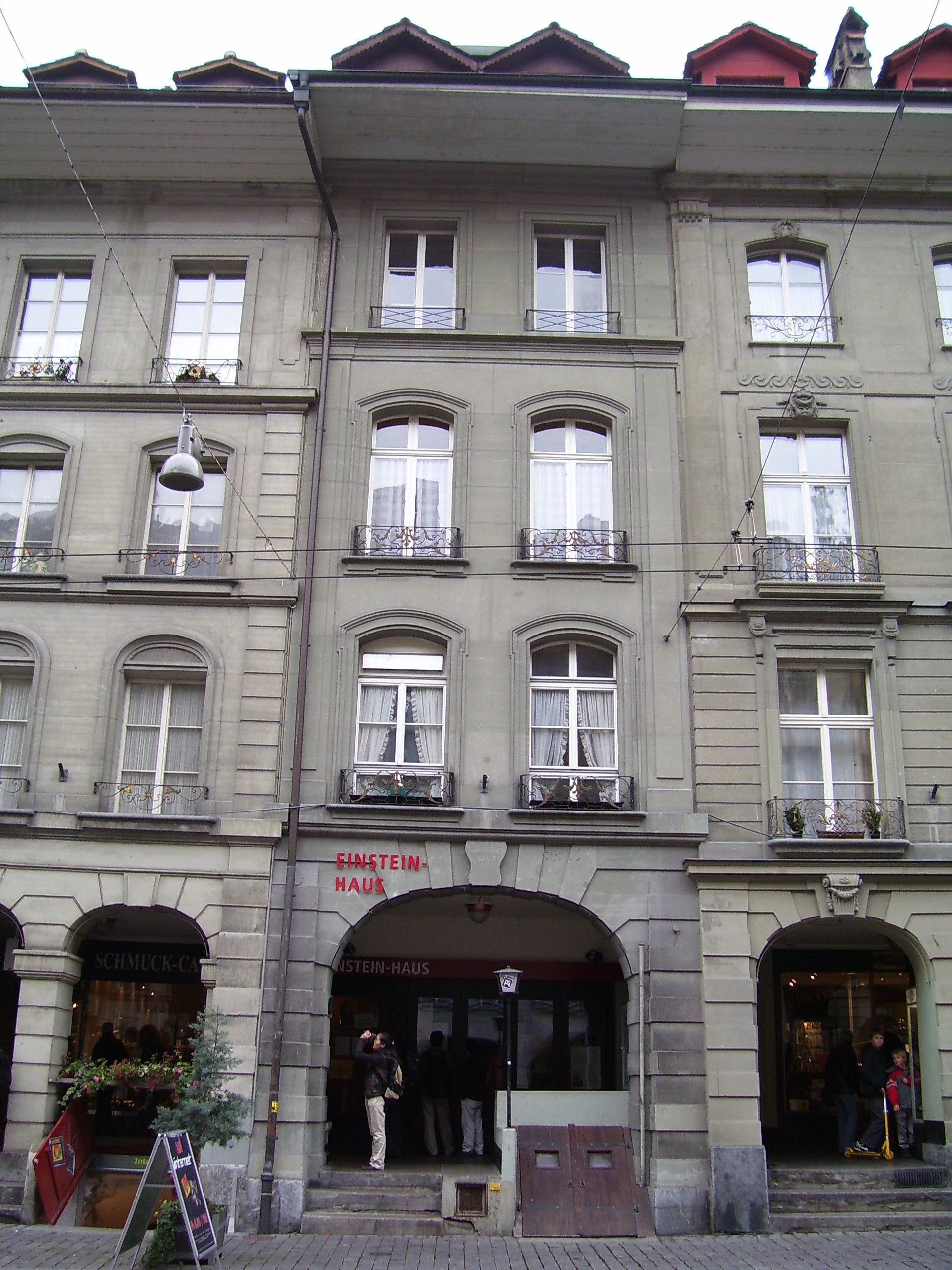
El Einsteinhaus en Kramgasse en Berna, la residencia de Einstein en ese momento. La mayoría de los papeles fueron escritos en su apartamento en el primer piso.

En el momento en que se escribieron los artículos, Einstein no tenía fácil acceso a un conjunto completo de materiales de referencia científica, aunque leía regularmente y aportaba reseñas a Annalen der Physik. Además, los colegas científicos disponibles para discutir sus teorías eran pocos. Trabajó como examinador en la Oficina de Patentes en Berna, Suiza, y luego dijo de un compañero de trabajo allí, Michele Besso, que "no podría haber encontrado una mejor caja de resonancia para mis ideas en toda Europa". Además, los compañeros de trabajo y los otros miembros de la autodenominada "Academia Olympia" (Maurice Solovine y Conrad Habicht) y su esposa, Mileva Marić, tuvieron cierta influencia en el trabajo de Einstein, pero no hay certeza absoluta de hasta qué punto llegó dicha influencia.
A través de estos documentos, Einstein abordó algunas de las preguntas y problemas de física más importantes de la época. En 1900, Lord Kelvin, en una conferencia titulada "Nubes del siglo XIX sobre la teoría dinámica del calor y la luz", sugirió que la física no tenía explicaciones satisfactorias para los resultados del experimento de Michelson-Morley y para la radiación del cuerpo negro. Tal como se introdujo, la relatividad especial proporcionó una explicación de los resultados de los experimentos de Michelson-Morley. La explicación de Einstein del efecto fotoeléctrico amplió la teoría cuántica que Max Planck había desarrollado en su exitosa explicación de la radiación del cuerpo negro.
A pesar de la mayor fama alcanzada por sus otros trabajos, como el de la relatividad especial, fue su trabajo sobre el efecto fotoeléctrico lo que le valió el Premio Nobel en 1921. El comité del Nobel había esperado pacientemente la confirmación experimental de la relatividad especial; sin embargo, no apareció ninguno hasta los experimentos de dilatación del tiempo de Ives y Stilwell (1938 y 1941) y Rossi y Hall (1941).

## Artículos

### Efecto fotoeléctrico
El artículo "Über einen die Erzeugung und Verwandlung des Lichtes betreffenden heuristischen Gesichtspunkt" ("Sobre un punto de vista heurístico sobre la producción y transformación de la luz ")  recibido el 18 de marzo y publicado el 9 de junio, proponía la idea de los cuantos de energía. Esta idea, motivada por la derivación anterior de Max Planck de la ley de radiación del cuerpo negro (que fue precedida por el descubrimiento de la ley de desplazamiento de Wien, por Wilhelm Wien, varios años antes de Planck) supone que la energía luminosa puede ser absorbida o emitida. solo en cantidades discretas, llamadas cuantos. Einstein afirma,

La energía, durante la propagación de un rayo de luz, no se distribuye de forma continua en espacios cada vez mayores, sino que consiste en un número finito de cuantos de energía localizados en puntos del espacio, que se mueven sin dividirse y son capaces de ser absorbidos o generados sólo como entidades.

Al explicar el efecto fotoeléctrico, la hipótesis de que la energía consiste en paquetes discretos, como ilustra Einstein, también se puede aplicar directamente a los cuerpos negros.
La idea de los cuantos de luz contradice la teoría ondulatoria de la luz que se deriva naturalmente de las ecuaciones de comportamiento electromagnético de James Clerk Maxwell y, más en general, la suposición de una divisibilidad infinita de la energía en los sistemas físicos.

Existe una profunda diferencia formal entre los conceptos teóricos que los físicos se han formado sobre los gases y otros cuerpos ponderables, y la teoría de Maxwell sobre los procesos electromagnéticos en el llamado espacio vacío. Mientras que nosotros consideramos que el estado de un cuerpo está completamente determinado por las posiciones y velocidades de un número ciertamente muy grande pero finito de átomos y electrones, nosotros hacemos uso de funciones espaciales continuas para determinar el estado electromagnético de un volumen de espacio, de modo que un número finito de cantidades no puede considerarse suficiente para la determinación completa del estado electromagnético del espacio.

... ... [esto] conduce a contradicciones cuando se aplica a los fenómenos de emisión y transformación de la luz.

Según el punto de vista de que la luz incidente consiste en cuantos de energía ..., la producción de rayos catódicos por la luz puede concebirse de la siguiente manera. La capa superficial del cuerpo es penetrada por cuantos de energía cuya energía se convierte, al menos parcialmente, en energía cinética de los electrones. La concepción más simple es que un cuanto de luz transfiere toda su energía a un solo electrón ... .

Einstein se dio cuenta de que el efecto fotoeléctrico dependía de la longitud de onda y, por lo tanto, de la frecuencia de la luz. A una frecuencia demasiado baja, incluso la luz intensa no producía electrones. Sin embargo, una vez que se alcanzó cierta frecuencia, incluso la luz de baja intensidad produjo electrones. Comparó esto con la hipótesis de Planck de que la luz podría emitirse solo en paquetes de energía dados por hf, donde h es la constante de Planck y f es la frecuencia. Luego postuló que la luz viaja en paquetes cuya energía depende de la frecuencia y, por lo tanto, solo la luz por encima de cierta frecuencia traería suficiente energía para liberar un electrón.
Incluso después de que los experimentos confirmaran que las ecuaciones de Einstein para el efecto fotoeléctrico eran precisas, su explicación no fue universalmente aceptada. Niels Bohr, en su discurso del Nobel de 1922, declaró: "La hipótesis de los cuantos de luz no puede arrojar luz sobre la naturaleza de la radiación".
En 1921, cuando Einstein recibió el Premio Nobel y su trabajo sobre la fotoelectricidad fue mencionado por su nombre en la mención del premio, algunos físicos aceptaron que la ecuación ({\displaystyle hf=\Phi +E_{k}}) era correcta y los cuantos de luz eran posibles. En 1923, el experimento de dispersión de rayos X de Arthur Compton ayudó a más miembros de la comunidad científica a aceptar esta fórmula. La teoría de los cuantos de luz era un fuerte indicador de la dualidad onda-partícula, un principio fundamental de la mecánica cuántica. Una imagen completa de la teoría de la fotoelectricidad se realizó después de la madurez de la mecánica cuántica.

### Movimiento browniano
El artículo " Über die von der molekularkinetischen Theorie der Wärme geforderte Bewegung von in ruhenden Flüssigkeiten suspendierten Teilchen " ("Sobre el movimiento de pequeñas partículas suspendidas en un líquido estacionario, según lo requiere la teoría cinética molecular del calor"),  recibido el 11 de mayo y publicado el 18 de julio, delineó un modelo estocástico de movimiento browniano .

En este trabajo se demostrará que, según la teoría cinética molecular del calor, los cuerpos de un tamaño microscópicamente visible suspendidos en líquidos deben, como resultado de los movimientos moleculares térmicos, realizar movimientos de magnitudes tales que pueden ser fácilmente observados con un microscopio. Es posible que los movimientos que se van a discutir aquí sean idénticos al llamado movimiento molecular browniano; sin embargo, los datos de que dispongo sobre este último son tan imprecisos que no podría formarme un juicio sobre la cuestión...

Einstein derivó expresiones para el desplazamiento cuadrático medio de las partículas. Usando la teoría cinética de los gases, que en ese momento era controvertida, el artículo estableció que el fenómeno, que había carecido de una explicación satisfactoria incluso décadas después de que se observó por primera vez, proporcionó evidencia empírica de la realidad del átomo. También dio crédito a la mecánica estadística, que también había sido controvertida en ese momento. Antes de este documento, los átomos eran reconocidos como un concepto útil, pero los físicos y químicos debatieron si los átomos eran entidades reales. La discusión estadística de Einstein sobre el comportamiento atómico les dio a los experimentadores una forma de contar átomos mirando a través de un microscopio ordinario. Wilhelm Ostwald, uno de los líderes de la escuela antiátomo, le dijo más tarde a Arnold Sommerfeld que se había convencido de la existencia de los átomos por los subsiguientes experimentos de movimiento browniano de Jean Perrin.

### Relatividad especial
El artículo "Zur Elektrodynamik bewegter Körper" ("Sobre la electrodinámica de los cuerpos en movimiento"),  el tercero de ese año, se recibió el 30 de junio y se publicó el 26 de septiembre. Concilia las ecuaciones de Maxwell para la electricidad y el magnetismo con las leyes de la mecánica al introducir cambios importantes en la mecánica cercanos a la velocidad de la luz . Esto más tarde se conoció como la teoría especial de la relatividad de Einstein .
El documento menciona los nombres solamente de otros cinco científicos: Isaac Newton, James Clerk Maxwell, Heinrich Hertz, Christian Doppler y Hendrik Lorentz. No tiene ninguna referencia a ninguna otra publicación. Muchas de las ideas ya habían sido publicadas por otros, como se detalla en Historia de la relatividad especial. Sin embargo, el artículo de Einstein introduce una teoría del tiempo, la distancia, la masa y la energía que era consistente con el electromagnetismo, pero omitía la fuerza de la gravedad .
En ese momento, se sabía que las ecuaciones de Maxwell, cuando se aplicaban a cuerpos en movimiento, conducían a asimetrías, problema del imán en movimiento y del conductor, y que no había sido posible descubrir ningún movimiento de la Tierra en relación con el 'medio ligero' (es decir, éter). Einstein propone dos postulados para explicar estas observaciones. Primero, aplica el Principio de relatividad, que establece que las leyes de la física siguen siendo las mismas para cualquier sistema de referencia no acelerante (llamado sistema de referencia inercial), a las leyes de la electrodinámica y la óptica, así como a la mecánica. En el segundo postulado, Einstein propone que la velocidad de la luz tiene el mismo valor en todos los marcos de referencia, independientemente del estado de movimiento del cuerpo emisor.
La relatividad especial es, por lo tanto, consistente con el resultado del experimento de Michelson-Morley, que no detectó un medio de conductancia (o éter) para las ondas de luz a diferencia de otras ondas conocidas que requieren un medio (como el agua o el aire). Es posible que Einstein no supiera sobre ese experimento, pero afirma:

Los ejemplos del de este tipo, junto con los intentos infructuosos de descubrir cualquier movimiento de la tierra en relación con el "medio de la luz", sugieren que los fenómenos de la electrodinámica así como de la mecánica no poseen propiedades correspondientes a la idea de reposo absoluto.

La velocidad de la luz es fija y, por lo tanto, no es relativa al movimiento del observador. Esto era imposible bajo la mecánica clásica newtoniana . Einstein argumenta,

las mismas leyes de la electrodinámica y de la óptica serán válidas para todos los sistemas de referencia para los cuales las ecuaciones de la mecánica son válidas. Elevaremos esta conjetura (cuyo propósito se llamará en adelante "Principio de Relatividad") al rango de postulado, e introduciremos también otro postulado, que sólo es aparentemente irreconciliable con el anterior, a saber, que la luz se propaga siempre en el espacio vacío con una velocidad definida c que es independiente del estado de movimiento del cuerpo emisor. Estos dos postulados son suficientes para conseguir una teoría simple y consistente de la electrodinámica de los cuerpos en movimiento, basada en la teoría de Maxwell para los cuerpos estacionarios. La introducción de un "éter luminífero" resultará superflua en la medida en que el punto de vista que aquí se va a desarrollar no requerirá un "espacio absolutamente estacionario" dotado de propiedades especiales, ni asignará un vector-velocidad a un punto del espacio vacío en el que tengan lugar los procesos electromagnéticos.

La teoría ... se basa -como toda la electrodinámica- en la cinemática del cuerpo rígido, ya que las afirmaciones de cualquier teoría de este tipo tienen que ver con las relaciones entre cuerpos rígidos (sistemas de coordenadas), relojes y procesos electromagnéticos. La insuficiente consideración de esta circunstancia está en el origen de las dificultades que encuentra actualmente la electrodinámica de los cuerpos en movimiento.

Anteriormente, George FitzGerald en 1889 y Lorentz en 1892 habían propuesto, independientemente el uno del otro, que el resultado de Michelson-Morley podría explicarse si los cuerpos en movimiento se contrajeran en la dirección de su movimiento. Algunas de las ecuaciones centrales del artículo, las transformaciones de Lorentz, habían sido publicadas por Joseph Larmor (1897, 1900), Hendrik Lorentz (1895, 1899, 1904) y Henri Poincaré (1905), en un desarrollo del artículo de Lorentz de 1904. La presentación de Einstein difería de las explicaciones dadas por FitzGerald, Larmor y Lorentz, pero era similar en muchos aspectos a la formulación de Poincaré (1905).
Su explicación surge de dos axiomas. El primero es la idea de Galileo de que las leyes de la naturaleza deberían ser las mismas para todos los observadores que se mueven con velocidad constante entre sí. Einstein escribe,

Las leyes por las que cambian los estados de los sistemas físicos no se ven afectadas, independientemente de que estos cambios de estado se refieran a uno u otro de los dos sistemas de coordenadas en movimiento de traslación uniforme.

El segundo axioma es la regla de que la velocidad de la luz es la misma para todos los observadores.

Cualquier rayo de luz se mueve en el sistema "estacionario" de coordenadas con velocidad c determinada, tanto si el rayo es emitido por un cuerpo estacionario como por uno en movimiento.

La teoría, ahora llamada teoría especial de la relatividad, la distingue de su posterior teoría general de la relatividad, que considera que todos los observadores son equivalentes. La relatividad especial ganó una aceptación generalizada con notable rapidez, lo que confirma el comentario de Einstein de que había estado "madura para ser descubierta" en 1905. Reconociendo el papel de Max Planck en la difusión temprana de sus ideas, Einstein escribió en 1913: "La atención que esta teoría recibió tan rápidamente de sus colegas seguramente se debe en gran parte a la resolución y calidez con la que él [Planck] intervino para esta teoría". Además, la formulación matemática mejorada de la teoría por Hermann Minkowski en 1907 influyó en la aceptación de la teoría. Además, y lo que es más importante, la teoría estaba respaldada por un cuerpo cada vez mayor de evidencia experimental confirmatoria.

### Equivalencia masa-energía
El 21 de noviembre, Annalen der Physik publicó un cuarto artículo (recibido el 27 de septiembre) "Ist die Trägheit eines Körpers von seinem Energieinhalt abhängig?" ("¿Depende la inercia de un cuerpo de su contenido de energía?"),  en el que Einstein dedujo la que posiblemente sea la más famosa de todas las ecuaciones: E = mc2 .
Einstein consideró que la ecuación de equivalencia era de suma importancia porque mostraba que una partícula masiva posee una energía, la "energía en reposo", distinta de sus energías cinética y potencial clásicas. El artículo se basa en las investigaciones de James Clerk Maxwell y Heinrich Rudolf Hertz y, además, en los axiomas de la relatividad, como afirma Einstein,

Los resultados de la investigación anterior conducen a una conclusión muy interesante, que se va a deducir aquí.

La investigación anterior se basó "en las Ecuaciones de Maxwell-Hertz para el espacio vacío, junto con la expresión maxwelliana para la energía electromagnética del espacio ..."

Las leyes por las que se alteran los estados de los sistemas físicos son independientes de la alternativa, a la que de dos sistemas de coordenadas, en movimiento uniforme de traslación paralela relativamente entre sí, se refieren estas alteraciones de estado (principio de relatividad).

La ecuación establece que la energía de un cuerpo en reposo (E) es igual a su masa (m) por la velocidad de la luz (c) al cuadrado, o E = mc2 .

Si un cuerpo emite la energía L en forma de radiación, su masa disminuye en L/c2. El hecho de que la energía extraída del cuerpo se convierta en energía de radiación evidentemente no hace ninguna diferencia, por lo que llegamos a la conclusión más general de que

La masa de un cuerpo es una medida de su contenido energético; si la energía cambia en L, la masa cambia en el mismo sentido en L/(9 × 1020), siendo la energía medida en ergs, y la masa en gramos
...

Si la teoría corresponde a los hechos, la radiación transmite inercia entre los cuerpos emisores y absorbentes.

La relación masa-energía se puede utilizar para predecir cuánta energía será liberada o consumida por las reacciones nucleares ; uno simplemente mide la masa de todos los constituyentes y la masa de todos los productos y multiplica la diferencia entre los dos por c2 . El resultado muestra cuánta energía se liberará o consumirá, generalmente en forma de luz o calor. Cuando se aplica a ciertas reacciones nucleares, la ecuación muestra que se liberará una cantidad extraordinariamente grande de energía, millones de veces más que en la combustión de explosivos químicos, donde la cantidad de masa convertida en energía es insignificante. Esto explica por qué las armas nucleares y los reactores nucleares producen cantidades tan fenomenales de energía, ya que liberan energía de unión durante la fisión nuclear y la fusión nuclear, y convierten una parte de la masa subatómica en energía.

## Conmemoración
La Unión Internacional de Física Pura y Aplicada (IUPAP) decidió conmemorar el centenario de la publicación de la extensa obra de Einstein en 1905 como el Año mundial de la física 2005. Esto fue posteriormente aprobado por las Naciones Unidas .

### Citas
1. ↑  Nobel Foundation. «The Nobel Prize in Physics 1921». Consultado el 7 de noviembre de 2020.
2. ↑  «Einstein's Wife : The Mileva Question». Oregon Public Broadcasting. 2003. Archivado desde el original el 4 de agosto de 2013. Consultado el 2 de agosto de 2016.
3. ↑  «Stachel, John, Einstein's Miraculous Year (1905), pp. liv-lxiii». Archivado desde el original el 11 de noviembre de 2009. Consultado el 12 de octubre de 2011.
4. ↑  Calaprice, Alice, "The Einstein almanac". Johns Hopkins University Press, Baltimore, Maryland 2005.
5. ↑  The London, Edinburgh, and Dublin Philosophical Magazine and Journal of Science, Series 6, volume 2, page 1 (1901)
6. ↑  «The Nobel Prize in Physics 1921». NobelPrize.org (en inglés estadounidense). Consultado el 9 de agosto de 2019.
7. ↑  Ives, Herbert E.; Stilwell, G. R. (1938). «An experimental study of the rate of a moving clock». Journal of the Optical Society of America 28 (7): 215-226. Bibcode:1938JOSA...28..215I. doi:10.1364/JOSA.28.000215.
8. ↑  Ives, Herbert E.; Stilwell, G. R. (1941). «An experimental study of the rate of a moving clock II». Journal of the Optical Society of America 31 (5): 359-374. Bibcode:1941JOSA...31..369I. doi:10.1364/josa.31.000369.
9. ↑  Rossi, Bruno; Hall, David B. (1 de febrero de 1941). «Variation of the Rate of Decay of Mesotrons with Momentum». Physical Review 59 (3): 223-228. Bibcode:1941PhRv...59..223R. doi:10.1103/PhysRev.59.223.
10. ↑  Physical systems can display both wave-like and particle-like properties
11. ↑  Nye, M. (1972). Molecular Reality: A Perspective on the Scientific Work of Jean Perrin. London: MacDonald. ISBN 0-356-03823-8.
12. ↑  Bodanis, David (2009). E=mc2: A Biography of the World's Most Famous Equation (illustrated edición). Bloomsbury Publishing. ISBN 978-0-8027-1821-1.